# Long Sutton (Lincolnshire)
Long Sutton è un paese di 5 037 abitanti della contea del Lincolnshire, in Inghilterra.